# Xã Morton, Quận Page, Iowa
Xã Morton (tiếng Anh: Morton Township) là một xã thuộc quận Page, tiểu bang Iowa, Hoa Kỳ. Năm 2010, dân số của xã này là 199 người.